# Ioan Joarză
Ioan Joarză a fost un senator român în legislatura 1992-1996 ales în județul Mureș pe listele partidului PUNR. Ulterior, a renunțat la politică și a devenit exportator de mobilă. În cadrul activității sale parlamentare, Ioan Joarză a inițiat o singură propunere legislativă.

## Legături externe
- Ioan Joarză Arhivat în 22 august 2016, la Wayback Machine. la cdep.ro